# 임성헌 (축구 선수)
임성헌(2003년 3월 20일 ~ )은 대한민국의 축구 선수로 현재 고양 해피니스 FC에서 미드필더로 뛰고 있다.